# Гойенече, Роберто
Роберто Гойенече, по прозвищу Поляк (исп. Roberto Polaco Goyeneche, 29 января 1926, Буэнос-Айрес — 27 августа 1994, там же) — аргентинский певец, исполнитель танго.

## Биография
Из семьи басков. Профессионального музыкального образования не получил. Работал шофером, механиком. Впервые выступил на федеральном конкурсе певцов в 1944, затем был приглашен в оркестр Рауля Каплуна. Первая граммофонная запись — 1948. В 1952 начал петь в оркестре Орасио Сальгана, за худобу и длинные светлые волосы получил прозвище Поляк. Записал с оркестром несколько дисков. С 1956 стал выступать и записываться с оркестром Анибаля Тройло, крупнейшего композитора и исполнителя танго. Исполнял как старые, так и современные композиции — от репертуара Карлоса Гарделя до сочинений Атауальпы Юпанки и Астора Пьяццолы. В 1982—1985 участвовал в нескольких телевизионных программах. Снимался в кино, в том числе — в фильмах Фернандо Соланаса Изгнание Гарделя (1986) и Юг (1988).

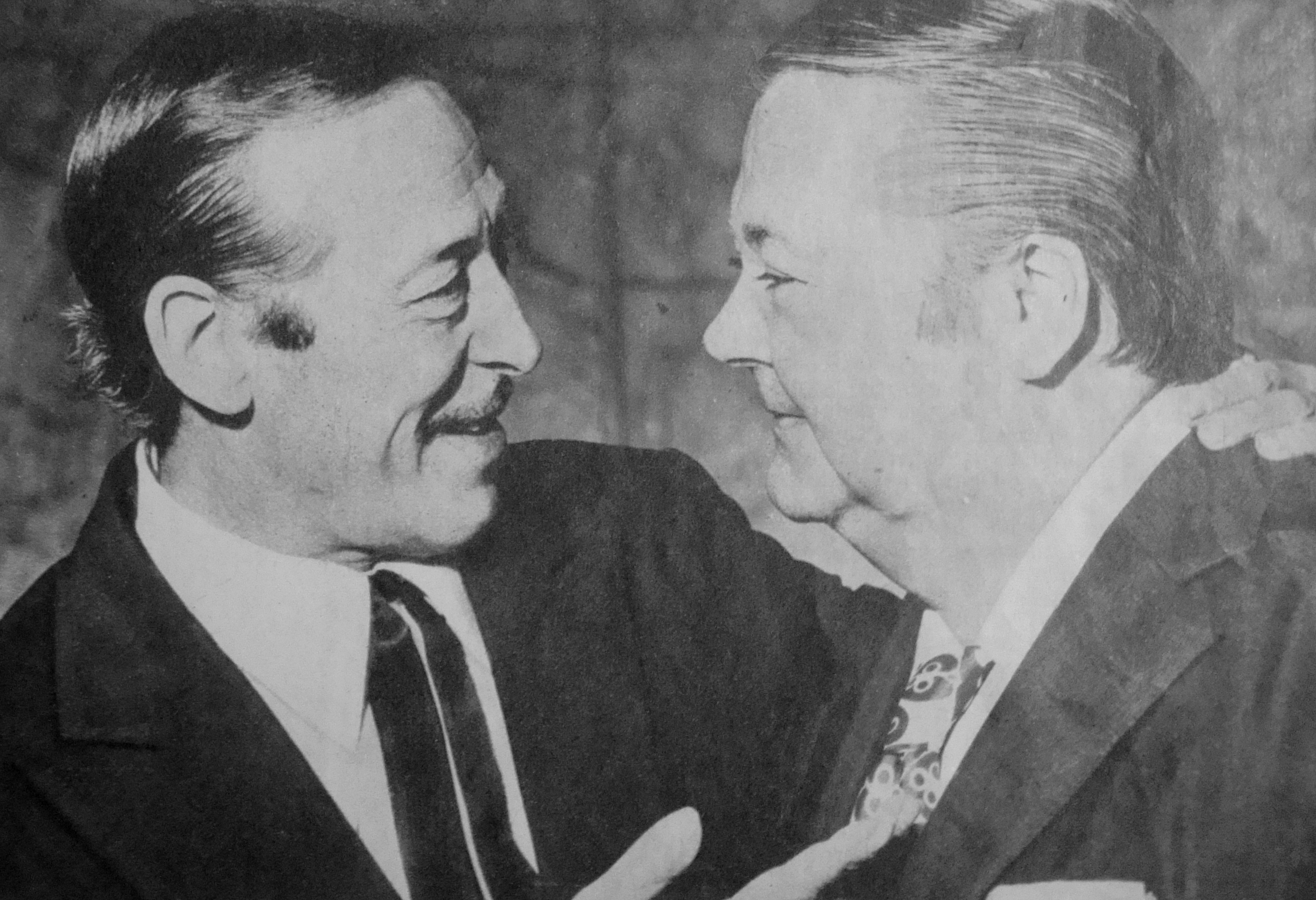
Роберто Гойенече (слева) и Анибаль Тройло, 1972

## Записи
Среди записей Гойенече — «Наш Буэнос-Айрес» с оркестром А. Троило (1968), «Поляк и я» с А. Троило и О. Сальганом (1969), «Помнишь, Поляк?» с оркестром А. Троило (1971), «Исполняем Омеро Манци» с оркестром А. Троило и др. (1973), «Пьяццола и Гойенече в живом исполнении» (1982), «Юг» с А.Пьяццолой и Нестором Маркони (1988) и др.

## Признание
В честь Гойенече названа улица в буэнос-айресском квартале Сааведра, где певец вырос.

## Интересные факты
Манере Гойенече c его излюбленными рубато подражает юный герой фильма Хуана Карлоса Десансо Полячок (2003), за это и получивший свою кличку.